# Park Joong-hoon
Park Joong-hoon (22 de marzo de 1964) es un actor y director de cine de Corea del Sur.

## Nacimiento y Educación
Park Joong-hoon nació y creció en la capital Seúl. Se graduó de la Facultad de Teatro y Cine de la Universidad Chung-Ang.

## Carrera
Su debut como actor tuvo lugar en la película Ggambo (1985);para posteriormente continuar su carrera con el papel de un estudiante universitario en Bosquejo de la Juventud de Mimi y Cheolsu (1987); y por el cual, ganó como actor revelación en los Premios Baeksang Arts.
En Chilsu y Mansu (1988), Park interpretó a Chil-soo, quien dirige su vida en agonía dentro de la sociedad de la época; generando conmoción en la sociedad coreana.
Su actuación en Mi Amor, Mi Novia (1991) fue muy valorada en el Festival de Cine de Asia y el Pacífico, llegando a ganar el premio al mejor actor.
No fue sino hasta 1992 que Park fue a Estados Unidos para matricularse en la escuela de postgrado de la Universidad de Nueva York, especializándose en Artes Escénicas. Después de obtener su título de maestría, regresó a Corea y apareció en Dos polis (1993), un éxito de taquilla para él y para Ahn Sung-ki, por el que obtuvo el premio al mejor actor en los Premios Grand Bell.
Su actuación como un agente de policía en Nowhere to hide (Sin escape) (1999) dio a Park la oportunidad de aparecer en una película de Hollywood: el director de cine Jonathan Demme vio esta película en el Festival de Cine Asiático de Deauville y le ofreció el papel de un villano asiático en La verdad sobre Charlie (2002),[cita requerida] la versión de Stanley Donen de Charada.
En 2006, Park desempeñó el papel de un cantante de rock en Radio Star, llegando a ganar el premio al mejor actor de los Premios Dragón Azul con Ahn Sung-ki. Quedó como nominado a los Premios Grand Bell; aunque el premio únicamente se lo llevó Ahn.
Desde mediados de abril de 2007, se llevó a cabo el evento "Park Joong-hoon Mini Retrospectiva" en Jacob Burns, Film Center, durante el cual se presentaron seis películas. Fue la primera vez para una retrospectiva de un actor de Asia, que se celebrara allí. 
Su último trabajo fue Haeundae (2009), una película de desastres producidos por un gran tsunami que en la playa de Busan.
La esposa de Park es una mujer coreana nacida en Japón (zainichi), lo que explica por qué Park visita frecuentemente Japón con su familia y habla japonés.
El actor se opone rotundamente a la reducción de la cuota de pantalla, junto con Ahn Sung-ki, Choi Min-sik y otros. Se convirtió en el segundo actor (el primero es Ahn, y el tercero es Choi) de la demostración de retransmisión por actores y directores de cine, el 5 de febrero de 2006.

## Filmografía

### Series de televisión
| Año         | Título                 | Personaje  | Canal | Notas        |
| ----------- | ---------------------- | ---------- | ----- | ------------ |
| 2017 - 2018 | Bad Guys: City of Evil | Woo Je-mun | OCN   | 16 episodios |

### Largometrajes
| Año  | Película                                  | Título Original           | Rol                   | Notas |
| ---- | ----------------------------------------- | ------------------------- | --------------------- | --- |
| 1985 | Ggambo                                    | 깜보                      |                       | Primera película |
| 1987 | Bosquejo de la Juventud de Mimi y Cheolsu | 미미와 철수의 청춘 스케치 | Kim Cheol-soo         | Baeksang Arts Awards, Nuevo mejor actor. |
| 1987 | Tohwa                                     | 됴화                      | Yong-i                | |
| 1987 | Don Quixote on Asphalt                    |                           |                       | |
| 1988 | Bioman                                    | 바이오맨                  | Jang Do-il            | |
| 1988 | Chilsu and Mansu                          | 칠수와 만수               | Jang Chil-soo         | Korean Association of Film Critics Awards, Mejor Actor |
| 1988 | Sunshine at Present                       | 지금은 양지               |                       | |
| 1989 | Ae-ran                                    | 애란                      |                       | Cameo |
| 1989 | Don Quixote, My Lover                     | 내 사랑 동키호테          |                       | |
| 1990 | They are Also Like Us                     | 그들도 우리처럼           | Lee Seong-chul        | |
| 1990 | Lovers in Woomukbaemi                     | 우묵배미의 사랑           | Bae Il-do             | Baeksang Arts Awards, Mejor Actor Korean Association of Film Critics Awards, Mejor Actor |
| 1990 | My Love, My Bride                         | 나의 사랑 나의 신부       | Kim Young-min         | Asia Pacific Film Festival, Mejor Actor |
| 1993 | The Young Man                             | 젊은 남자                 |                       | Aparición especial |
| 1993 | Two Cops                                  | 투캅스                    | Kang Min-ho           | Grand Bell Awards, Mejor Actor y Actor más popular (con Ahn Sung-ki) |
| 1994 | Rules of the Game                         | 게임의 법칙               | Lee Yong-de           | Blue Dragon Film Awards, Mejor actor |
| 1994 | How to Top My Wife                        | 마누라 죽이기             | Park Bong-soo         | |
| 1995 | Gunman                                    | 총잡이                    | Park Tae-seo          | |
| 1995 | A man who wags his tail                   | 꼬리치는 남자             | Baek Jae-soo          | |
| 1995 | Million in My Account                     | 돈을 갖고 튀어라          | Jung Tal-soo          | Baeksang Arts Awards, Actor más popular |
| 1996 | Two cops 2                                | 투캅스 2                  | Kang Min-ho           | |
| 1996 | Final Blow                                | 깡패수업                  | Hwang Seong-chul      | |
| 1996 | Change                                    | 체인지                    | Mecánico electricista | Usando la trama del drama japonés Houkago |
| 1997 | Haz lo que debas                          | 똑바로 살아라             | Ma Go-bong            | |
| 1997 | Hallelujah                                | 할렐루야                  | Ryang Tok-wong        | Baeksang Arts Awards, Mejor Actor |
| 1997 | Wanted                                    | 현상수배                  | Sonny / "J"           | Basado en una historia original. El casting entero se hizo en inglés. |
| 1997 | Karma                                     | 인연                      | Jang Ji-hoon          | |
| 1998 | American Dragons                          | 아메리칸 드레곤           | Kim                   | Créditos coreo-americanos |
| 1999 | Nowhere to Hide                           | 인정사정 볼 것 없다       | Woo Deon-suk          | Baeksang Arts Awards, Mejor Actor Korean Association of Film Critics Awards, Mejor Actor Blue Dragon Film Awards, Mejor actor de reparto Festival de Cine asiático de Deauville, Lotus du Meilleur Acteur (Mejor Actor) |
| 2000 | A masterpiece in my life                  | 불후의 명작               | Kim Yin-ki / Pierrot  | |
| 2001 | Say Yes                                   | 세이 예스                 | "M"                   | |
| 2002 | Red Nameplate                             |                           |                       | |
| 2002 | La verdad sobre Charlie                   |                           | Il-Sang Lee           | American credits |
| 2003 | Hwang San Bul                             | 황산벌                    | Kye-Baek              | |
| 2004 | Two Guys                                  | 투 가이즈                 | Park Joong-tae        | |
| 2004 | Heaven's Soldiers                         | 천군                      | Yi Sun-sin            | |
| 2006 | Les Formidables                           | 강적                      | Ha Seong-woo          | |
| 2006 | Radio Star                                | 라디오 스타               | Choi Gon              | Blue Dragon Film Awards, Best Actor (with Ahn Sung-ki) |
| 2009 | Haeundae                                  | 해운대                    | Kim Hwi               | |
| 2010 | My Dear Desperado                         | 내 깡패 같은 애인         | Oh Dong-chul          | |
| 2011 | Hanji                                     | 달빛 길어올리기           | Pil-yong              | |
| 2011 | Officer of the Year                       | 체포왕                    | Hwang Jae-sung        | |
| 2013 | Top Star                                  | 톱스타                    |                       | Debut como director. |

### Programas de variedades
| Año  | Título      | Cadena | Notas             |
| ---- | ----------- | ------ | ----------------- |
| 2011 | Running Man | SBS    | invitado - ep. 41 |

### Anuncios
| Año  | Título                   | Notas                             |
| ---- | ------------------------ | --------------------------------- |
| 2011 | 굿다운로더 선녀와 나무꾼 | junto a Ahn Sung-ki y Kim In-kwon |